# Hemileuca norba
Hemileuca norba är en fjärilsart som beskrevs av Druce 1897. Hemileuca norba ingår i släktet Hemileuca och familjen påfågelsspinnare. Inga underarter finns listade i Catalogue of Life.